# Harmatan
Harmatan je vroč, suh veter, ki piha iz Sahare proti Gvinejskemu zalivu in nosi oblake drobnega peska (zrnca so v velikosti med 0,5 in 10 mikrometrov). Velja za naravno nevarnost. V primeru, če harmatan doseže veliko hitrost, lahko pesek doseže tudi Južno Ameriko.
Spremljajo ga nekoliko nižje temperature in meglica, ki je posledica trdnih delcev v zraku. Zaradi prahu in peska v zraku, ki dražita sluznice in povzročata težave z dihanjem, velja harmaton za nevšečnost kljub hladu, ki ga prinaša.
Pesek, ki ga nosi harmaton, povzroča tudi hitro erozijo prsti, zaradi česar izvajajo v izpostavljenih območjih programe pogozdovanja.